# Dorosîni, Rojîșce
Dorosîni (în ucraineană Доросині) este localitatea de reședință a comunei Dorosîni din raionul Rojîșce, regiunea Volînia, Ucraina.

## Demografie
Componența lingvistică a localității Dorosîni
     Ucraineană (99,42%)
     Alte limbi (0,58%)
Conform recensământului din 2001, majoritatea populației localității Dorosîni era vorbitoare de ucraineană (99,42%), existând în minoritate și vorbitori de alte limbi.